# Ulica Klasztorna w Poznaniu
Ulica Klasztorna – ulica w Poznaniu, zlokalizowana na Starym Mieście na osiedlu Stare Miasto, pomiędzy ulicą Wielką na północy a ulicą Gołębią na południu. Na północy za skrzyżowaniem z ulicą Wielką jej przedłużeniem jest ulica Kramarska. 

## Nazwa

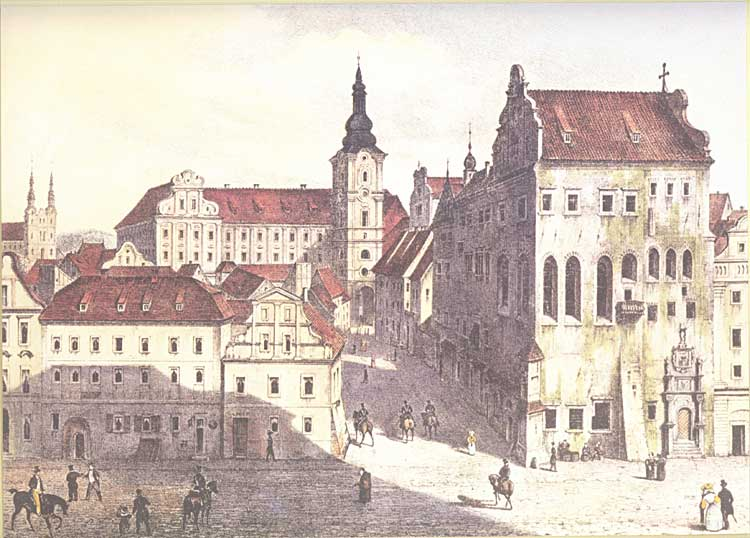
Litografia Juliusa Minutolego z 1833 - ul. Klasztorna pośrodku, po prawej Pałac Górków, a w tle dawne kolegium jezuickie

W 1607 powstał przy ulicy klasztor sióstr benedyktynek, które przybyły z Chełmna i zajęły Pałac Górków, magnatów związanych z reformacją. Od zakonu nazwę przyjęła ulica.

## Historia
Klasztor benedyktynek działał do 1836, kiedy to zaborca pruski zarządził jego kasatę. Pałac Górków oddano Szkole Ludwiki wraz z pensją (jej nazwa upamiętniała żonę namiestnika Wielkiego Księstwa Poznańskiego, Antoniego Radziwiłła). Początkowo zapewniała ona dobry standard pobytu, jednak wraz z upływem czasu i procesem budowy nowych szkół w mieście, stała się mało atrakcyjna. Władze szkolne w 1876 nabyły budynek przy ul. Młyńskiej i tam przeniosły placówkę. Od 1965 budynek mieści Muzeum Archeologiczne.
W przeszłości wschodnia część traktu pełniła głównie funkcje gospodarcze. Na odcinku od ulicy Wielkiej do Gołębiej istniało kilka tanich restauracji o słabej reputacji. Na narożniku ulicy Koziej funkcjonował w okresie międzywojennym sklep z trumnami.

## Obiekty
Z zabudowań Pałacu Górków do ulicy przylega m.in. budynek oznaczony numerem 14 (między ulicami Kozią i Wodną). Zawiera ona renesansowy portal z datą budowy gmachu: 1548. 
Górujący elementem nad ulicą jest wieża kolegium jezuickiego (obecnie Urząd Miasta Poznania). Przy jej skrzyżowaniu z ulicą Gołębią, stoi dawne probostwo farne pochodzące z XIV wieku (przebudowane w wieku XVIII). Rezydowali tu m.in. ksiądz, poseł i senator Antoni Stychel czy ksiądz Paweł Steinmetz, zamordowany przez Niemców w Forcie VII. Probostwo do dziś nie zmieniło swojej pierwotnej funkcji.

## Zabytki
Do rejestru zabytków wpisane są następujące budynki:
- nr 1, z trzeciej ćwierci XIX wieku, odbudowany w 1953,
- nr 2, z XVI wieku, przebudowany około 1880,
- nr 3, z XV wieku, przebudowany w 1804, 1807, odbudowany w 1897,
- nr 4, z XV wieku, przebudowany w 1790, restaurowany w trzeciej ćwierci XIX wieku, odbudowany w 1954 według projektu Jana Cieślińskiego,
- nr 5, z trzeciej ćwierci XIX wieku, odbudowany w 1954 według projektu Jana Cieślińskiego,
- nr 6, z trzeciej ćwierci XIX wieku, odbudowany w 1954 według projektu Jana Cieślińskiego,
- nr 7, z lat 30. XIX wieku, przebudowany w początkach XX wieku, odbudowany w latach 1949-1950 według projektu Hieronima Wilanda,
- nr 8, z trzeciej ćwierci XIX wieku, odbudowany w 1953 według projektu Jana Cieślińskiego,
- nr 9, z trzeciej ćwierci XIX wieku, odbudowany w 1953,
- nr 16, z trzeciej ćwierci XIX wieku, odbudowany w 1959,
- nr 17, z XV wieku, przebudowany w początkach XX wieku, odbudowany w latach 50. XX wieku,
- nr 19, z XV, XVI i XIX wieku,
- n r 1, z trzeciej ćwierci XIX wieku, odbudowany w 1953,
- nr 21, z trzeciej ćwierci XIX wieku,
- nr 26, z około 1804, przebudowany w 1879, odbudowany w 1956[4].